# Micralestes argyrotaenia
Espèce
Statut de conservation UICN

 LC  : Préoccupation mineure
Micralestes argyrotaenia est une espèce de poissons appartenant à la famille des Alestidés.